# FNRS-1

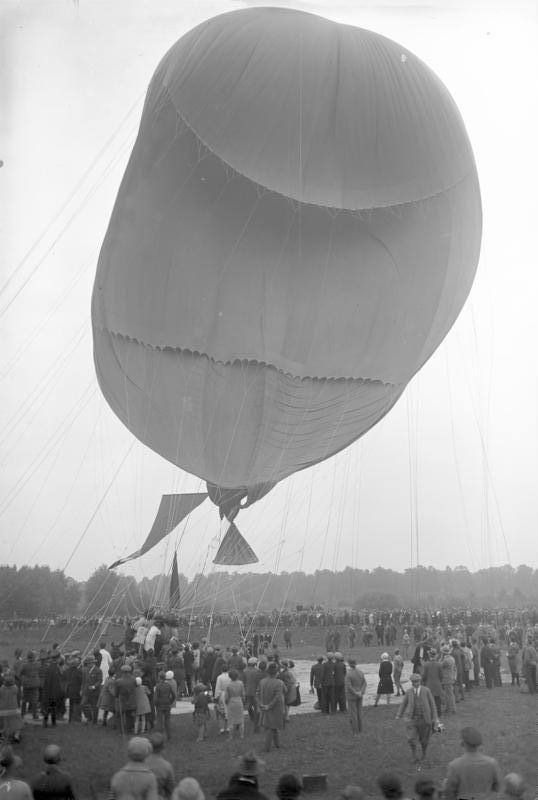
Стратостат FNRS-1 перед стартом польоту

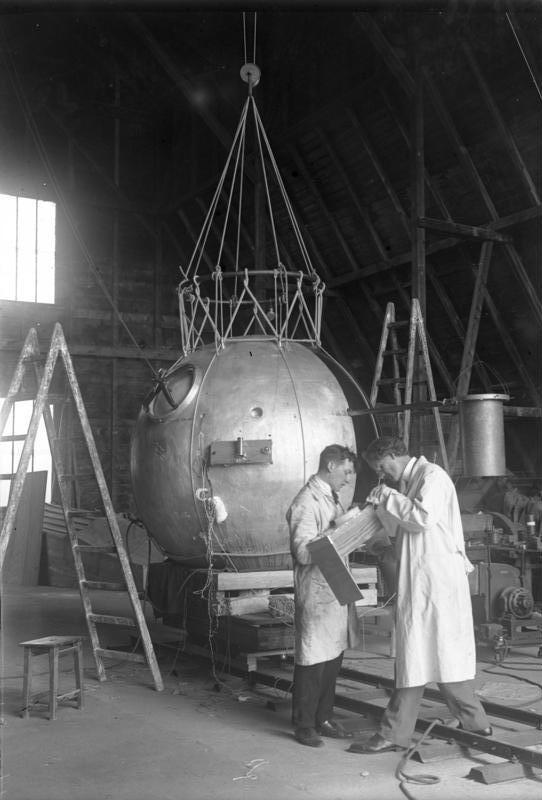
Огюст Піккар біля гондоли стратостата FNRS-1

FNRS-1 — перший у світі стратостат з герметичною гондолою. Спроєктований і сконструйований Огюстом Піккаром в 1930 році при підтримці бельгійського «Національного фонду для наукових досліджень» (Fonds National de la Recherche Scientifique — FNRS).

## Технічні характеристики
- Наповнена воднем оболонка була виготовлена на заводі фірми «Ballonfabrik Augsburg» в Аугсбурзі, Німеччина.
  - діаметр — 30 метрів
  - об'єм — близько 14 130 кубічних метрів (близько 500 000 кубічних футів)[1].

- Гондола стратостата була виготовлена на заводі «Georges L'Hoir» в містечку Льєж, Бельгія.
  - матеріал — алюміній
  - діаметр — 2,1 м
  - вага — 732 кг
  - система терморегуляції: одну сторону гондоли пофарбували в білий колір, а іншу в чорний, що дозволило при повороті до сонця певною стороною нагрівати або навпаки охолоджувати гондолу. Під час перших польотів, механізм повороту гондоли не спрацював, що викликало надмірне нагрівання або сильне охолодження повітря в гондолі (залежно якою стороною вона була повернута до сонця). Як наслідок, в пізніших польотах використовувалась електрична система терморегуляції[1].

## Польоти

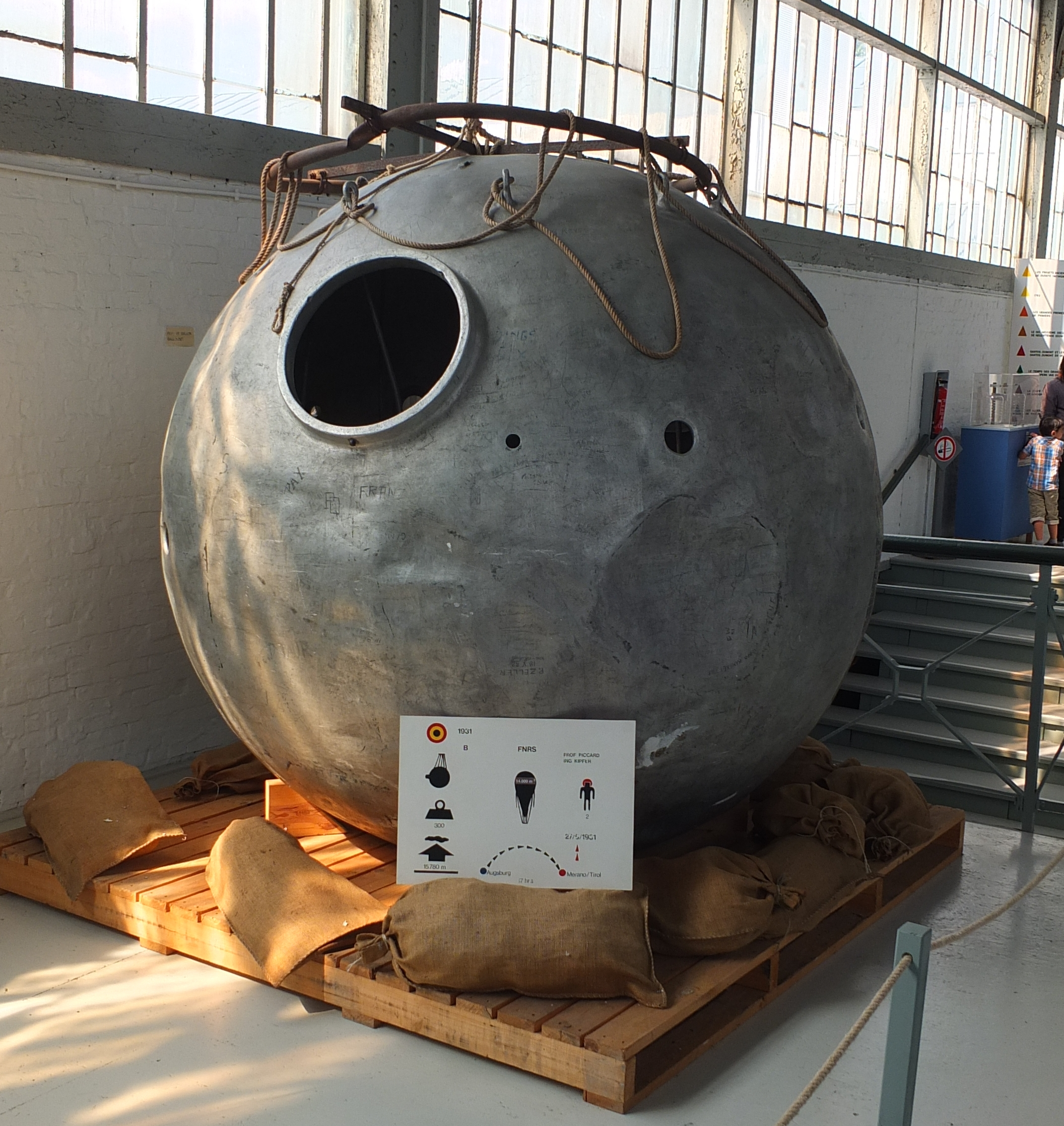
Гондола FNRS-1 в «Королівському музеї армії та воєнної історії Бельгії», Брюссель

### Перший політ
Старт польоту — 27 травня 1931 року о 3 год 53 хв з околиці містечка Аугсбург. Екіпаж — Огюст Піккар, Пауль Кіпфер. Максимальна висота польоту — 15 781 метрів. Тривалість польоту — 17 годин 28 хвилин.
Вже під час польоту, стало зрозуміло, що герметичність гондоли порушено, через невелике падіння стратостата ще під час тренувального польоту, який відбувся якраз напередодні старту. Піккар і Кіпфер змогли відновити герметичність гондоли за допомогою клоччя і вазеліну. Також, під час польоту зламався ртутний барометр і з нього витекла вся ртуть, а ще, розбився апарат зі стисненим повітрям. Температура в гондолі підіймалася до +38°С. Перед приземленням, мотузка, яка кріпилась до спускового клапана оболонки заплуталась за одну зі строп, через що, екіпаж не зміг вчасно відкрити клапан і випустити водень. Це не дозволило Піккару і Кіпферу вдало керувати апаратом перед приземленням і воно було доволі жорстким.
О 21 год 21 хв стратостат приземлився в тирольських Альпах на висоті близько 2 500 метрів над рівнем моря. Гондола впала на льодовик Гургль. Опівдні наступного дня, місцевий альпійський лижний патруль відшукав апарат, згорнув оболонку стратостата і забрав її для подальшого використання. Також, рятувальники із патруля допомогли Огюсту Піккару і Паулю Кіпферу добратись до найближчого селища Обергургль. Оскільки, повторне використання гондоли не було передбачено в попередніх планах вчених, її так і залишили в горах й лише через рік, цю гондолу забрала експедиція Інсбруцького університету.

### Другий політ
Старт — 18 серпня 1932 року з околиць містечка Дюбендорф, передмісття Цюріха, Швейцарія. Екіпаж — Огюст Піккар, Макс Козинс. Максимальна висота польоту — 16 201 метрів. Тривалість польоту — 11 годин 45 хвилин. Метою польоту було досягнення рекордної висоти та дослідження космічних променів.
Через несправність механізму повороту гондоли до сонця потрібною стороною, температура в ній впала до −15°С. Під час цього польоту Огюст Піккар вперше відправив на землю радіоповідомлення зі стратосфери
.
О 17 годині вечора стратостат приземлився на південному березі озера Гарда в Італії, за 15 км від містечка Дезенцано-дель-Гарда.

### Третій політ
Старт — 18 серпня 1934 року о 6 год 19 хв з околиць Hour-Havenne в провінції Намюр у Бельгії. Екіпаж — Макс Козинс і його студентка Нере ван дер Ельст. Максимальна висота польоту — 16 940 метрів.
Під час цього польоту були проведені дослідження космічних променів і повітряних течій у верхніх шарах атмосфери.
Стратостат приземлився біля селища Ženavlje в Югославії на відстані 1 860 км від місця старту.